# 洋码头
洋码头是2010年诞生于中華人民共和國上海市的一個跨境電商網站，也是中華人民共和國首家引进海外零售商的海外购物网站。創始人是曾碧波。巔峰時期洋码头在全球83个国家和地区拥有超过8万名认证买手，买手入驻洋码头平台需要通过资质认证与审核，如提供海外长期居住、海外身份、海外信用、海外经营资质等多项证明材料。洋码头在海外已建成10大国际物流仓储中心（洛杉矶、旧金山、纽约、芝加哥、伦敦、法兰克福、巴黎、墨尔本、悉尼、东京）。2017年第一季度，洋码头以26.3%的市场份额位居独立跨境电商第一。2019年，洋码头实现全年盈利。
2017年，新京报曾报道，洋码头上的海淘奢侈品箱包，大部分来自广州白云皮具城。新京报记者亲發現售价400元的高仿手包在洋码头以7000元的高价卖出。一位洋码头内部员工在知乎上透露，平台对买手资质审核并不高，只需要身份证、银行流水、居住证明就可以开店，但这些证件都是PDF和照片，完全可以作假。在黑猫投诉APP上，关于洋码头的投诉内容有3530条，其中常见的投诉内容为“收到假货”、“迟迟不退款”。自2020年以来，小红书上的洋码头维权吐槽笔记数量迅速上升。2021年7月份开始，洋码头商家与买手账户内十多万货款无法提现。2022年8月底，曾碧波曾在“洋码头买手服务号”公众号上发表公开信，表示平台正在经历挑战，他自己也压力重重。2022年9月，洋码头位于静安区上海市市北高新技术服务业园区的總部被曝人去楼空，洋码头已长期拖欠租金等费用，并欠下2亿货款。法院還对洋码头银行资金冻结保全。2022年11月11日，洋码头被执行标的219.52万元，执行法院为上海市静安区人民法院。

## 外部連結
- 官方网站